# Maladies héréditaires récessives au Québec
En raison de l'effet fondateur, certaines maladies héréditaires récessives (ou maladies génétiques) sont plus courantes au Québec qu'ailleurs, notamment dans les régions du Saguenay–Lac-Saint-Jean, de Charlevoix et de la Haute-Côte-Nord. Ces trois régions ont été colonisées par des colons français ayant une plus faible diversité génétique qu'ailleurs dans la province. La relative petitesse du bassin génétique a été propice au développement de maladies génétiques chez une partie des habitants de ces régions.
Certaines maladies héréditaires sont spécifiques à ces trois régions, certaines y sont plus répandues tandis que d'autres maladies génétiques sont présentes ailleurs au Québec mais sont plus rares dans ces régions.
Les auteurs Bchetnia et collab. présentent une vue d'ensemble des maladies génétiques rares touchant les populations du Saguenay–Lac-Saint-Jean.
Parmi les maladies génétiques communément attribuées à l'effet fondateur québécois, sont notamment mentionnées : 
- l'acidose lactique congénitale (syndrome de Leigh (en), type canadien-français)[2] ;
- l'ataxie récessive spastique de Charlevoix-Saguenay[2] ;
- la dystrophie musculaire oculopharyngée[5] ;
- la dystrophie myotonique (maladie de Steinert)[5] ;
- l'hémophilie (rare au Saguenay, mais présent au Québec[3]) ;
- la fibrose kystique[3] ;
- l'hypercholestérolémie familiale[6] ;
- la maladie de Tay-Sachs[7] ;
- la mucolipidose de type 2[8] ;
- la neuropathie sensitivomotrice héréditaire avec ou sans agénésie du corps calleux ;
- le rachitisme vitamino-dépendant de type 1 (déficit en 25-Hydroxyvitamine D 1-alpha-hydroxylase)[9] ;
- le syndrome de Joubert[10] ;
- le syndrome d'Andermann[11] ;
- le syndrome de déficience intellectuelle autosomique récessif de type 39[12],[13] ;
- le syndrome de Clouston[14] ;
- le syndrome de chylomicronémie familiale[15] ;
- le syndrome Mednik[16] ;
- le syndrome d'Usher[17] ;
- le syndrome de Zellweger[18],[13] ;
- la tyrosinémie héréditaire de type 1[2].